# Memphis blues
O Memphis Blues é um género de blues, criado em na década de 1920, na cidade de Memphis. Por um lado, o seu estilo é alegre, com influências de jazz e tocado com instrumentos artesanais por jug bands; por outro lado, caracteriza-se por incluir partes da suas composições musicais para solos de guitarra. Na sua origem, este estilo está associado a espectáculos de vaudeville.
Após a Segunda Guerra Mundial, a versão do Memphis blues mais marcado pela utilização de solos evoluiu para um estilo mais pesado, em que eram utilizadas guitarras eléctricas com distorção, ritmos mais marcados e vocalizações mais agressivas.

## Principais intérpretes
- prdro
- Walter Vinson
- Raymond Hill
- Willie Nix
- Joe Willie Wilkins
- Joe Dobbins
- Frank Stokes
- Furry Lewis
- Memphis Minnie